# La Tosa
La Tosa (nom oficial recollit per l'Institut Cartogràfic de Catalunya), al capdamunt de la qual hi conflueixen els territoris de 4 municipis (Alp, Urús, Das i Bagà), és una muntanya de 2.536,4 metres. És situada a l'est de la serra del Moixeró, al límit entre la Cerdanya i el Berguedà. També es coneix com a la Tosa d'Alp.
El coll de Pal la separa per llevant del Puigllançada. Al cim s'hi pot trobar un vèrtex geodèsic (referència 282081001) i el refugi Niu de l'Àliga.
Aquest cim està inclòs al llistat dels 100 cims de la FEEC
El cim és espai natural protegit inclòs al Parc Natural Cadí-Moixeró.

## Estació meteorològica
Al cim hi ha hagut diferents estacions meteorològiques, des del 4 de setembre de 2014 hi ha una estació meteorològica automàtica, la Tosa d'Alp 2500 [ZD], consultable en línia, que forma part de la XEMA

## Activitats esportives

### Esquí
A les seves faldes hi ha dues estacions d'esquí alpí:
- A la cara nord: L'estació d'esquí de Masella.
- A la cara est, el sector de la Tosa de l'estació d'esquí de la Molina.

### Bicicleta de muntanya
Al sector de la Tosa de l'estació d'esquí de la Molina hi ha diferents circuits de descens de BTT.

### Excursionisme
Hi ha accés per una pista forestal fins al mateix cim, d'ús restringit amb porta i clau. Aquest cim està inclòs al Repte dels 100 cims de la Federació d'Entitats Excursionistes de Catalunya (FEEC). Hi ha diferents senders que hi accedeixen, com per exemple des de Hospitalet de Roca-Sansa pel sender de petit recorregut PR C-126 o des de coll de pal per la ruta dels Cavalls del Vent, entre d'altres.

## Telecomunicacions
- Radioaficionats. Al nord del cim de la Tosa (i pràcticament a la mateixa alçada) hi ha una antiga edificació de RTVE (en desús) amb una torre de comunicacions amb diferents elements de radioaficionats de la banda de 6 metres i UHF.[6] que identificat com R-99 (Tosa d'Alp) cobreix les comarques de la Cerdanya, Ripollès, Garrotxa, Alt Empordà, Gironès, Baix Empordà, Plà de l'Estany, La Selva, Osona, Berguedà, Vallès Oriental, Vallès Occidental, Bages, Solsonès, Alt Urgell, Noguera, Segarra, Anoia i tot el sud-est de França.
- Ràdio comercial i televisió. Actualment tots els repetidors de ràdio i televisió estat situats, més a llevant, en un petit cim a 2.303 metres d'alçada (pròxim al Puig d'Alp) on hi ha una edificació i una torre de comunicacions. Es manté la referència Tosa d'Alp per parlar d'aquesta ubicació.